# Miguel van Assen
Miguel Van Assen (ur. 30 lipca 1997) – surinamski lekkoatleta specjalizujący się w trójskoku.
Dwukrotny złoty medalista CARIFTA Games. W 2013 spalił wszystkie trzy próby podczas finału mistrzostw świata juniorów młodszych i nie został sklasyfikowany. Czwarty zawodnik igrzysk Ameryki Południowej (2014). W tym samym roku sięgnął po złoty krążek mistrzostw Ameryki Środkowej i Karaibów juniorów oraz zajął 11. miejsce na mistrzostwach świata juniorów w Eugene. Mistrz igrzysk olimpijskich młodzieży w Nankin (2014).
Srebrny (w skoku w dal) i brązowy (w trójskoku) medalista igrzysk solidarności islamskiej (2017). W tym samym roku został mistrzem Ameryki Południowej w trójskoku.
Rekord życiowy w trójskoku: 16,96 (30 lipca 2018, Barranquilla) wynik ten jest aktualnym rekordem Surinamu.

## Osiągnięcia
| Rok  | Impreza                                                  | Miejsce        | Lokata            | Wynik |
| ---- | -------------------------------------------------------- | -------------- | ----------------- | ----- |
| 2013 | CARIFTA Games (U-18)                                     | Nassau         | 1. miejsce        | 15,19 |
| 2013 | Mistrzostwa świata juniorów młodszych                    | Donieck        | –                 | NM    |
| 2014 | Igrzyska Ameryki Południowej                             | Santiago       | 4. miejsce        | 15,54 |
| 2014 | CARIFTA Games (U-18)                                     | Fort-de-France | 1. miejsce        | 16,33 |
| 2014 | Mistrzostwa Ameryki Środkowej i Karaibów juniorów (U-18) | Morelia        | 1. miejsce        | 16,01 |
| 2014 | Mistrzostwa świata juniorów                              | Eugene         | 11. miejsce       | 15,51 |
| 2014 | Igrzyska olimpijskie młodzieży                           | Nankin         | 1. miejsce        | 16,15 |
| 2015 | Igrzyska panamerykańskie                                 | Toronto        | 7. miejsce        | 16,25 |
| 2016 | Mistrzostwa świata juniorów                              | Bydgoszcz      | 8. miejsce        | 15,75 |
| 2017 | Igrzyska solidarności islamskiej                         | Baku           | 3. miejsce        | 16,64 |
| 2017 | Mistrzostwa Ameryki Południowej                          | Asunción       | 1. miejsce        | 16,94 |
| 2017 | Mistrzostwa świata                                       | Londyn         | el. – 23. miejsce | 16,38 |